# Coenotephria alpicolaria
Coenotephria alpicolaria är en fjärilsart som beskrevs av Herrich-Schäffer 1848. Coenotephria alpicolaria ingår i släktet Coenotephria och familjen mätare. Inga underarter finns listade i Catalogue of Life.